# Dodenhusen (Wüstung)
Dodenhusen oder Totenhausen ist eine Wüstung westlich von Gieboldehausen im Landkreis Göttingen.

## Lage
Der Wüstungsort befindet sich etwa zwei Kilometer westlich von Gieboldehausen im Untereichsfeld zwischen dem Werxhäuser Berg und dem Totenhäuser Graben, einem kleinen Zufluss zum Ellerbach. 

## Geschichte
Die Gründung des Ortes wird aufgrund der Namensendung „-hausen“ etwa 800 nach Christus erfolgt sein. Eine Ersterwähnung als Dodonhuson ist für das Jahr 1013 bekannt. Bei weiteren Urkunden in den Jahren 1016 (Doodohusen) und 1141 (Dodenh(usen)) ist nicht sicher belegt, ob es sich dabei um den hiesigen Ort handelt. Sichere schriftlichen Erwähnungen gibt es ab dem 13. Jahrhundert (1266, 1381, 1413).
In einem Lagerbuch von 1782 über die Einkünfte derer von Minnigerode werden um das Jahr 1400 für den Ort 23 Wohn- oder Sammelhöfe gezählt. Wann die Bewohner den Ort verlassen haben und sich in Gieboldehausen ansiedelten, ist nicht genau bekannt. Um 1600 wird dann von der Wüstung Totenhausen und den darauf zu entrichtenden Abgaben berichtet.
Die Kirche in Totenhausen war auf den Namen „Cosmas und Damian“ geweiht. Auch nachdem das Dorf aufgegeben wurde und die Kirche verfiel, blieb der Ort in Erinnerung. 1682 wurden deshalb vermutlich am gleichen Ort eine Kapelle (Hl. Bartholomäus) und ein Bildstock errichtet, 1884 wurde wiederum die heutige Kapelle gebaut. 

## Namensherkunft
Das Grundwort wird auf –husen für Gebäude/Haus gebildet, das Bestimmungswort könnte ein verkürzter Name „Dodo“ sein. Weitere Herleitungen sind umstritten. Mit dem Wüstfallen des Ortes wird ab dem 17. Jahrhundert eine Umdeutung zu Totenhausen gebräuchlich.

## Kapelle Dodenhausen

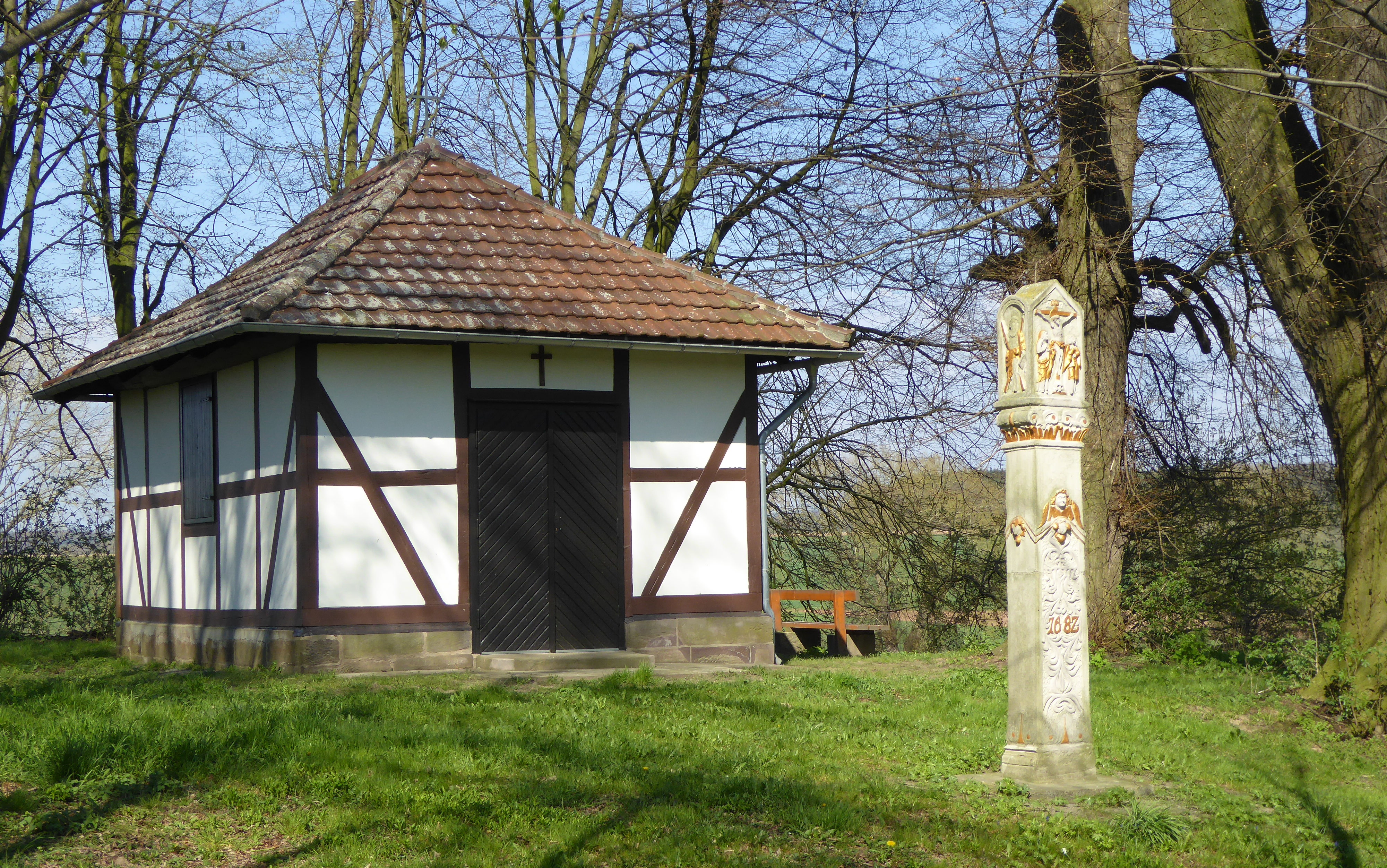
Dodenhäuser Kapelle

Die im Jahre 1884 errichtete Kluskapelle  besteht aus Fachwerk mit ausgefüllten Gefachen. Sie wurde im Laufe der letzten 100 Jahre mehrfach renoviert und ausgebessert. Zur Kapelle gehört eine Prozessionsmadonna, die vermutlich im 17. Jahrhundert entstanden ist. Die Kapelle  und der Bildstock waren in den letzten Jahrhunderten Ziel verschiedener Prozessionen. Zum Umfeld der Kapelle gehören auch einige Lindenbäume.